# Контракултура на 1960-те
Контракултура на 1960-те години е понятие, свързано преди всичко с културни, но косвено и с политически и социални движения.
Културата на това поколение се оформя от напреженията в американското общество – войната във Виетнам, расовата дискриминация, правата на жените, разчупване на сексуалните норми и опити с халюциногени, както и опитите с ядрено оръжие. Много млади хора от този период предпочитат алтернативен начин на живот и отказват да се подчиняват на общоприетия идеал за Американската мечта. Те искат да избягат от потребителското общество и търсят свобода на изказа, свобода в творческите изяви, не желаят да се подчиняват на авторитети, а искат да развият любовта към природата, музиката и преди всичко да бъдат независими.

## Политически и социални движения

### Движение за граждански права
В началото на 60-те години, особено в Юга, все още се шири расизъм и цари неравноправие на цветнокожото население в много отношения. Движението за граждански права с най-известния си представител Мартин Лутър Кинг придобива широки размери, печели популярност и успява да промени някои закони в страната. В периода 1955-1968 г. те организират различни мероприятия между които походи, ненасилствени протести и гражданско неподчинение, които довеждат до сблъсъци между активистите и правителствените сили.

## Движение за свобода на изказа
Това движение през 1960-те години възниква предимно на територията на университетите, така например през 1964 година в Калифорнийския университет – Бъркли група студенти се обявява против интересите и практиките на ръководството на университета и техните спонсори. В нечувани и невиждани дотогава протести студентите настояват администрацията да премахне забраната за политическа дейност и да признае правото на студентите свободата на изказ и академичната свобода. Някои от тях започват да събират парични средства за да подпомагат Движението за граждански права.

### Антивоенно движение
Опозицията на войната във Виетнам започва през 1964 година, отново на територията на някои американски университети. Студентите активисти с техните протести успяват да въвлекат в акциите почти цялата страна. Голям брой книги и песни от тази епоха призовават на борба с конформизма, примирението и установените правила. Около 1968 година е предприет голям поход до Обединените нации в Ню Йорк. След този поход по-голямата част от американците се обявяват против войната. Благодарение на новите технологии, като например телевизията и фотографията, хората могат да се запознаят с истинската картина на войната. Много от гражданите считат, че САЩ няма морално право да участва в тази война. Също така те са отвратени от някои жестокости и опити за прикриване на истината.

### Защита на околната среда
Въпреки че идеите за опазване на околната среда не са нови, те добиват нов смисъл и се развиват значително през 1950-те, 1960-те и 1970-те години. Фотография и камери са използвани, за да покажат ефекта от използването на различни химични вещества върху живота на растения, животни и не на последно място човека. Една от задачите на зелените е да не разрешат строителство на територията на природни резервати и обекти от национална значимост. Проблемите на които се обръща внимание са:
- намаляване на биоразнообразието
- промяна на климата
- изтъняване на озонния слой
- киселинните дъждове
- заравянето на радиоактивни отпадъци
- предотвратяване на ядрена зима и други

### Феминизъм
Книгата на Бети Фридан „Женската мистика“ (The Feminine Mystique), публикувана през 1963 година определя малко или много втората вълна на женското движение и променя основно американското общество и много други по света. В тази книга се критикува представата и функцията на жената само като раждаща деца и занимаваща се с домакинство. Книгата е разглеждана като една от тези, оказали най-силно влияние на обществото през 20 век. В нея Фриман изказва мнението, че жените са станали жертва на грешна представа, която изисква от тях да намерят смисъл на живота си само като функция на своите съпрузи и деца. Според нея това заличава самоличността им и ги прави незначителни.

## Културни движения

### Хипи движение
Хипитата са наричани още деца на цветята, те установяват нов начин на обличане, експериментират с различни наркотици, които според тях отварят нови врати към ново познание и нови преживявания, и създават жива и интересна музика. Те също така организират антивоенни протести, музикалния фестивал Удсток, Лятото на любовта и други. Те също така създават комуни и живеят в уединение далече от градовете.

### Сексуална революция
През този период започва истинската революция и протест срещу утвърдените сексуалните норми и начин на поведение като цяло. Младото поколение отказва да се подчинява на правилата на тогавашния морал. Тези години са години на студентския протест, психеделиката, дръзката мода и гениалната фотография. По това време се появяват скандалните за времето си минижупи. Заражда се движението на свободната любов (free love) и култа към красотата и цветята. Постоянните спътници на сексуалната революция през 1960-те са рокендрола, хипитата и джинсите.